# Benda László
Benda László (Budapest, 1951. június 11. –) magyar újságíró, műsorvezető, főszerkesztő. Bátyja, Szepesi Attila (1942–2017) József Attila-díjas költő.

## Életpályája
Szülei: Szepesi Zoltán és Benda Mária (1921–2019) könyvtáros. 1969–1973 között a Marx Károly Közgazdaságtudományi Egyetem hallgatója volt. 1972-ben a Moszkvai Nemzetközi Kapcsolatok Intézetében (MGIMO) tanult.
1973–1978 között a Magyar Rádió munkatársa volt. 1978–1990 között a Magyar Televízió külpolitikai szerkesztőségében, majd az MTV Híradó és A Hét műsorának összeállításában dolgozott.
1991–1992-ben, valamint 1993–1997 között a Magyar Televízió főmunkatársa volt. 1992-ben a Panoráma főszerkesztője, 2002 óta szerkesztője és főszerkesztő-helyettese. 1997–1998-ban a Világkép felelős szerkesztője, 1998–2002 között a külpolitikai szerkesztőség vezetője volt, 2002 óta műsorvezetője. 2005–2006-ban szerkesztőségvezetőként tevékenykedett.
2006-tól, 2011-es elbocsátásáig a Magyar Televízió vezetője volt.

## Művei

### Filmek, műsorok
- Munkalátogatás Romániában
- Turkesztáni mecsetvonások, Alma-Ata nem esik messze a FÁK-tól
- Sztálin lassan hal meg
- Baghlani napló – mákvirágokkal
- Húsvét Hanoiban
- PoliTour
- A Hét (1977–)
- Panoráma (1978–)
- A valódi Vietnam (1978–1979)
- A kék mecset árnyékában (1980)
- Fele-köztársaság (1981)
- Objektív – Tényképek a szocialista világról (1983–1984)
- Mákvirágok (1992–1994)
- Atlanti expressz (1997)
- Úton – Európa magazin (1997–1999)
- Sztalin a tisztítótűzben (2002)
- Csinghajtól Sanghajig (2005)

### Könyvek
- Akik a hírekben szerepelnek; szerk. Benda László, Beszterczey Gábor; Kossuth, Budapest, 1989
- Ki Kicsoda (külpolitikai szerkesztő, 1991-)
- Fekete bárány. Fekete János vall életéről, világnézetéről, világlátásáról Benda Lászlónak; Print City, Sárbogárd, 1999
- A Tiltott Város; fotó Kocsis András Sándor; Kossuth, Budapest, 2020

## Díjai, elismerései
- Kiváló Dolgozó
- MAFILM-nagydíj (1981)
- KISZ-díj (1984)
- Rózsa Ferenc-díj (1985)
- Magyar Lajos-díj (1989)
- Joseph Pulitzer-emlékdíj (1995)
- Albán média-nagydíj (2003)
- Év Újságírója (2006)
- Táncsics Mihály-díj (2008)